# 19th Airlift Wing
La 19th Airlift Wing est une unité de l'US Air Force affectée à la Eighteenth Air Force (en) de l'Air Mobility Command. Elle est stationnée sur la Little Rock Air Force Base (en), en Arkansas.
L'unité fournit au département de la Défense des États-Unis sa flotte de transport composée de Lockheed C-130 Hercules, fournissant des moyens de transport aérien humanitaire aux victimes de catastrophes, et des moyens de transport et de parachutage de matériel et de troupes au cœur des opérations dans les zones hostiles.
Actif depuis plus de 60 ans, le 19th était une composante de la force de dissuasion du Strategic Air Command pendant la guerre froide. L'unité a ensuite servi pendant la guerre de Corée et lors de l'opération Desert Storm. Ses unités composantes sont actuellement engagées dans des opérations de combat dans le cadre de la guerre mondiale contre le terrorisme.
La 19th Airlift Wing est commandée par le colonel John Schutte.

## Unités
La 19th Airlift Wing est organisée en une structure à quatre groupes:
- 19th Operations Group (en)

19th Operations Support Squadron
34th Combat Training Squadron
41st Airlift Squadron (en), C-130J
52d Airlift Squadron (en), C-130H (Peterson AFB, associé à l'Air Force Reserve 302d Airlift Wing)
53d Airlift Squadron (en), C-130J
61st Airlift Squadron (en), C-130J
- 19th Maintenance Group

- 19th Mission Support Group

- 19th Medical Group

19th Aeromedical Dental Squadron
19th Aerospace Medicine Squadron
19th Medical Operations Squadron

## Historique
La 19th Bombardment Wing est formée en 1948 à partir des ressources de l'ancien North Guam Air Force Base Command. Le 19th, avec le 19th Bombardment Group comme unité navigante opérationnelle, opère depuis Andersen Air Force Base et maintient ses compétences sur Boeing B-29 Superfortresses. En mai 1949, le quartier général de la Twentieth Air Force déménage de Guam vers la Kadena Air Base, et son ancien état-major est affecté à la 19th Bomb Wing.
À Andersen, la 19th Wing assume la responsabilité d'administrer deux bases actives et une semi-active ainsi qu'un assortiment d'installations et d'unités de communication, météo, radar, de sauvetage et autres, comme la Marianas Air Materiel Area. De nombreuses unités et installations sont désactivées en quelques mois.
En octobre 1949, la 19th Wing redevient subordonnée à la Twentieth Air Force et les unités restantes dans les îles Mariannes et Bonin sont transférées vers d'autres organisations. Du 17 octobre 1949 au 28 juin 1950, l'unité continué l'entraînement sur B-29.

### Guerre de Corée

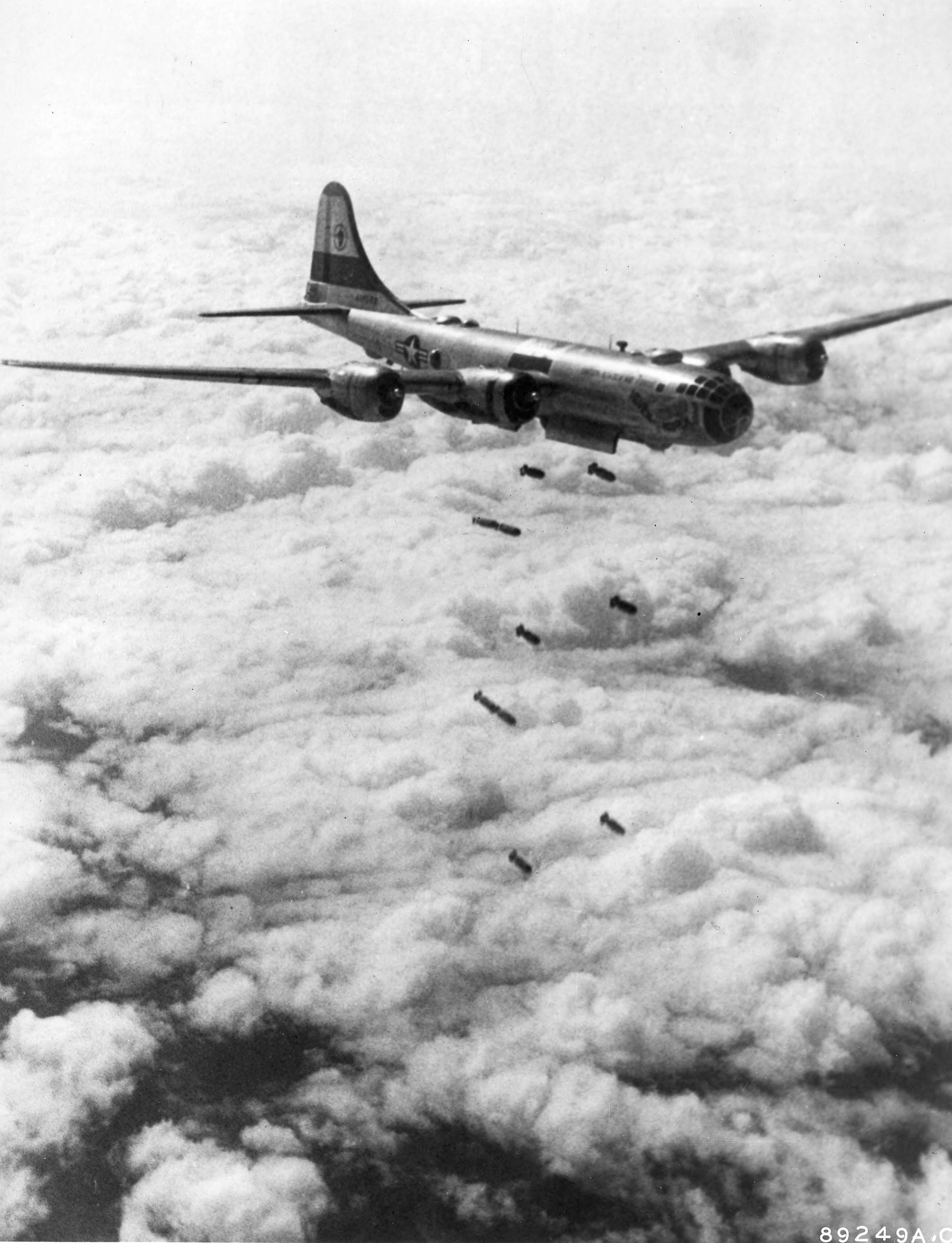
Un B-29 larguant des bombes de 1000 livres au-dessus de la Corée, août 1951

Lorsque la guerre de Corée éclate à la fin de juin 1950, le 19th Bombardment Group est immédiatement détaché de la 19th Wing pour les opérations de combat depuis Kadena.
Depuis Kadena, les escadrons opérationnels de la 19th Wing (28th (en), 30th (en), 93th (en)) attaquent les forces d'invasion nord-coréennes. Première unité Superfortress de la guerre, le groupe attaque le 28 juin les réservoirs de stockage, les gares de triage et les blindés nord-coréens. Au cours des deux premiers mois, il effectue plus de six cents sorties, soutenant les forces terrestres des Nations unies en bombardant les troupes ennemies, les véhicules et les points de communication tels que les ponts de la rivière Han.
À Kadena, le groupe est initialement sous le contrôle opérationnel de la Twentieth Air Force. Après le 8 juillet 1950, il est rattaché au Far East Air Forces Bomber Command . Bon nombre des avions utilisés par les escadrons du 19th Bomb Group sont des B-29 remis à neuf qui ont été stockés après la Seconde Guerre mondiale, puis remis en service opérationnel.
Dans le nord, ses objectifs comprennent une raffinerie de pétrole et des installations portuaires à Wonsan, un pont ferroviaire à Pyongyang et l'aérodrome de Yonpo. Après que les forces terrestres des Nations unies aient poussé les communistes hors de Corée du Sud, le 19th Group se tourne vers des objectifs stratégiques en Corée du Nord, notamment des installations industrielles et hydroélectriques. Il continue également d'attaquer les ponts, les gares de triage, les centres d'approvisionnement, les positions d'artillerie et de troupes, les casernes, les installations portuaires et les aérodromes.
Conformément au changement organisationnel au sein du Strategic Air Command (SAC) et plus tard dans l'ensemble de l'Us Air Force, le 19th Bomb Group est mis en sommeil le 1er juin 1953 et ses escadrons sont affectés directement à la 19th Bomb Wing, qui déplace son quartier général à Kadena.

### Guerre froide

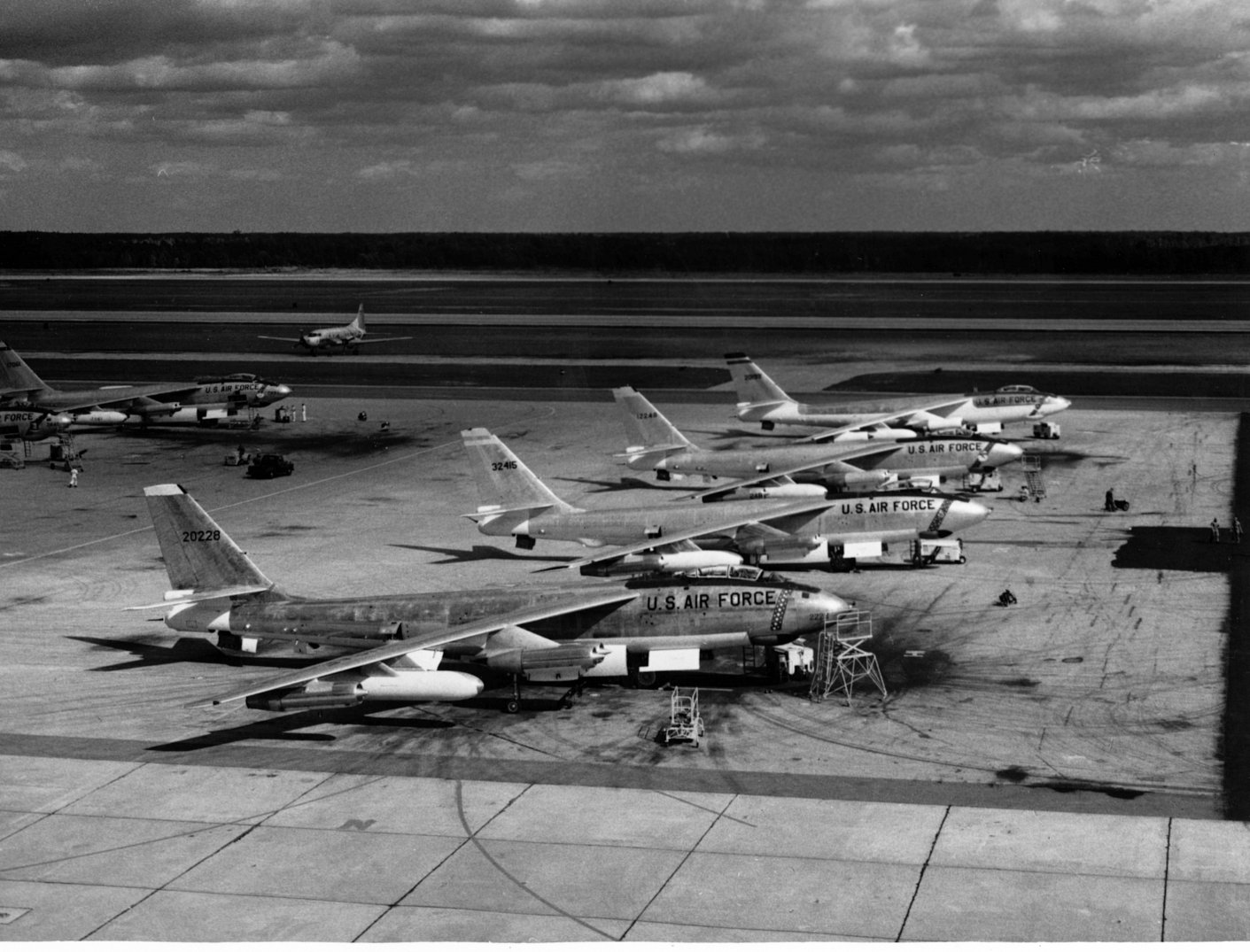
SAC B-47E Stratojets

En mai 1954, la 19th Wing est réaffectée des Far East Air Forces au SAC et transférée sur la Pinecastle Air Force Base (en), en Floride, rendant ses B-29 fatigués par la guerre et obsolètes à la Davis-Monthan Air Force Base.
En 1954, les B-29 à hélice sont remplacés par de nouveaux bombardiers Boeing B-47E Stratojet capables de voler à des vitesses subsoniques élevées et principalement conçus pour pénétrer dans l'espace aérien de l'Union soviétique. Ils sont affectés aux 28th, 30th et 93th Bombardment Squadrons.
La 19th Wing gagne également une unité de ravitaillement en vol avec le 100th Air Refueling Squadron (en) qui est attaché à l'unité du 2 février 1955 au 16 août 1956. En février 1956, le 19th Air Refueling Squadron (en) est affecté en permanence à la 19th Wing. Les deux escadrons emploient des Boeing KC-97 Stratotankers.
Au début de 1955, la 19th Wing se déploie sur la base aérienne de Sidi Slimane, au Maroc français, de janvier à avril 1956, et sur la base aérienne de Ben Guerir (en), au Maroc, de mai à juillet 1957. De juillet 1957 à avril 1961, la 19th Wing maintient une partie de ses ressources en alerte. Ses B-47 sont retirés de l'inventaire du SAC à partir de 1960, le dernier Stratojet de la wing rejoint Davis-Monthan en 1961.
Le 19th Wing déménage à Homestead Air Force Base, en Floride, le 1er juin 1956, depuis Pinecastle. À Homestead, l'unité se composait d'un escadron en Floride (28th BS) et de quatre escadrons:
- 30th Bombardment Squadron
- 93d Bombardment Squadron
- 525th Bombardment Squadron (en)
- 526th Bombardment Squadron (en)

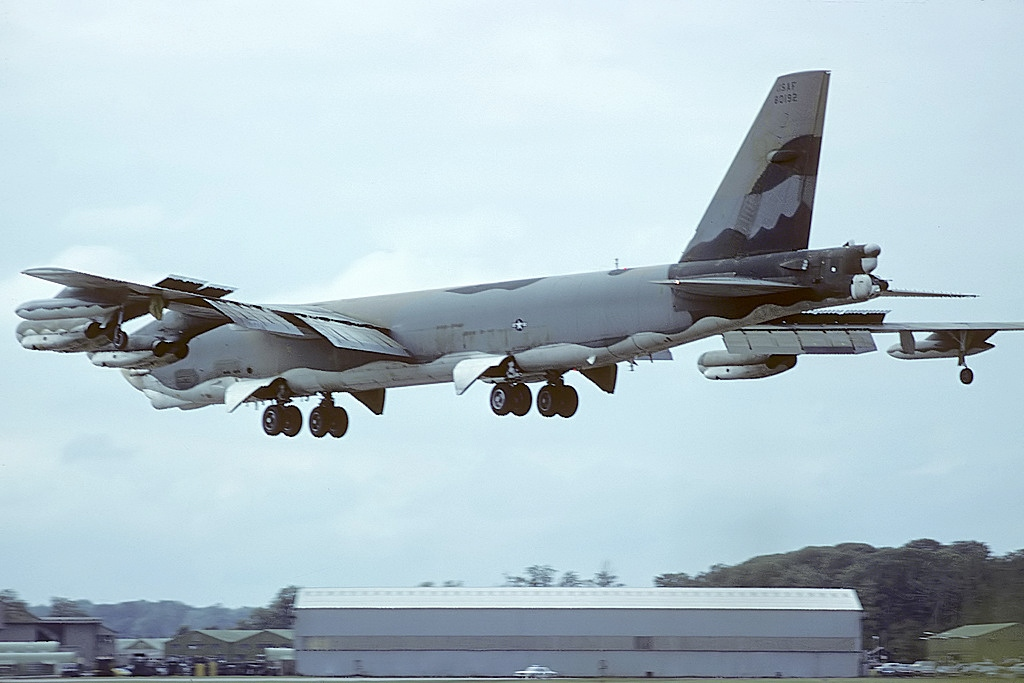
Wing Boeing B-52G sur la RAF Fairford

La 19th passe au Boeing B-52H Stratofortress et au Boeing KC-135 Stratotanker entre 1961 et 1962. Cependant, la plupart de ses avions sont réaffectés. Le SAC est en train d'établir des wings stratégiques et le 19th perd quatre escadrons au profit de ceux ci. Cela laisse le 19th Wing avec un seul escadron de B-52H, le 28th BS.
Le 7 juin 1962, un B-52H de la 19th bat le record du monde de distance parcourue sur un parcours fermé sans atterrissage ni ravitaillement. La mission est effectuée à partir de Seymour Johnson Air Force Base (en), en Caroline du Nord. Le vol parcourt 18245 kilomètres et bat un record établi deux ans plus tôt par un B-52G de la 5th Bombardment Wing.
À Homestead, la 19th Wing remporte le trophée Fairchild au concours de bombardement et de navigation du SAC en 1966.
Le 19th déménage sans personnel ni équipement à Robins Air Force Base, en Géorgie au milieu de 1968, elle absorbe les ressources de la 465th Bombardment Wing (en) et passe au B-52G. À Robins, le 19th fournit des équipages de B-52 à l'Opération Arc Light (en) et des équipages KC -135 au SAC. Au printemps et à l'été 1972, tous les avions et équipages B-52G sont affectés à la wing stratégique provisoire à Andersen Air Force Base, et ses avions et équipages KC-135A sont déployés au sein de la 376th Strategic Wing (en), à Kadena Air Base, impliquée dans les opérations de combat en Asie du Sud-Est. En 1972, la 19th Wing déploie pratiquement tous ses avions et équipages pour les opérations de combat, laissant le quartier général à Robins avec un personnel minimal. En novembre 1973, la 19th Wing revient de ses déploiements et reprend ses opérations normales.
La 19th Bombardment Wing remporte le trophée Omaha en tant que wing exceptionnelle du SAC pour 1981.

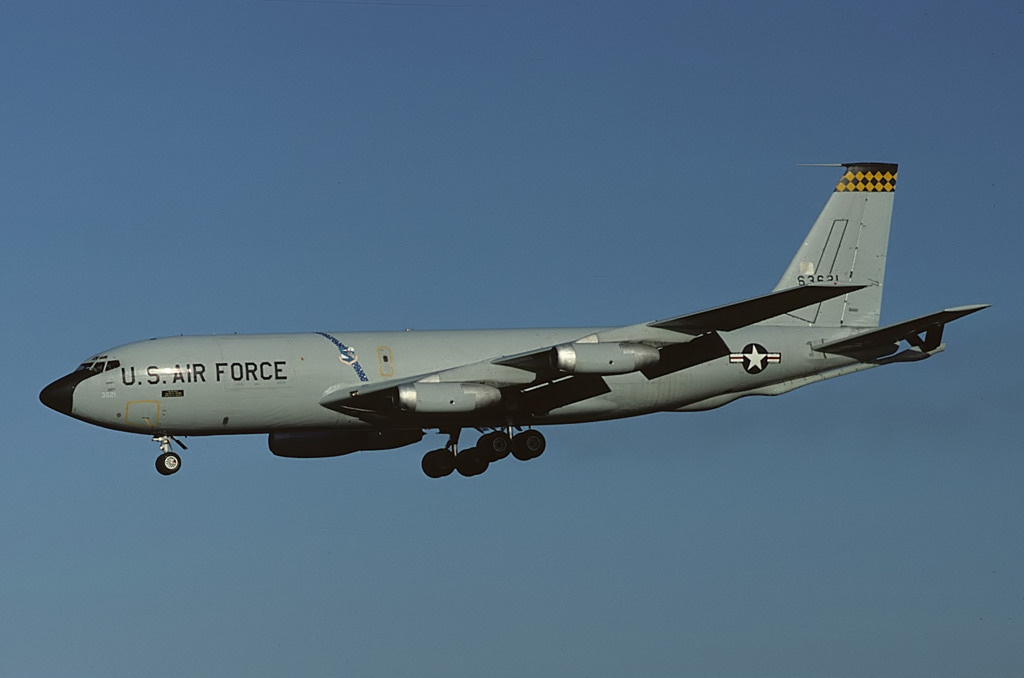
Wing KC-135A Stratotanker

La 19th perd ses B-52 et est renommée 19th Air Refueling Wing le 1er octobre 1983. L'unité effectue des missions de ravitaillement en vol dans le monde entier pour diverses opérations et exercices. Elle effectue notamment des missions de ravitaillement en vol en appui à l'opération Urgent Fury, le renversement du régime stalinien à Grenade du 23 au 24 octobre 1983. À partir de 1984, elle fournit deux avions EC-135 et des équipages pour soutenir le United States Central Command en Asie du Sud-Ouest.
Avec la conversion à l'avion KC-135R, la 19th Wing continue à soutenir l'Alaska, la Pacific Tanker Task Forces en 1988 et la Caribbean Tanker Task Force en mars 1990. Elle effectue des missions de ravitaillement en vol pour l'opération Just Cause, le renversement du régime de Manuel Noriega au Panama du 18 au 21 décembre 1989 et déploie des ressources en Asie du Sud-Ouest, d'août 1990 à mars 1991, assurant le ravitaillement en vol, le transport de fret et le commandement, le contrôle et le soutien aux communications.
Elle est rebaptisée 19th Air Refueling Wing le 1er septembre 1991, le 19th Operations Group est activé en même temps.

### Après la guerre froide
À partir de janvier 1992, elle fournit un Boeing EC-137 Stratoliner et des équipages pour soutenir le United States Special Operations Command, et à partir d'août 1992, l'a 19th soutient le Saudi Tanker Task Force. Elle fournit des ravitaillements en vol aux chasseurs de l'OTAN en Bosnie en septembre et octobre 1995. Plusieurs ravitailleurs KC-135R sont déployés en Asie du Sud-Ouest pour soutenir l'opération Southern Watch, de janvier à mars 1996, et en Turquie pour l'opération Provide Comfort, en avril et juin 1996.
Le 1er juillet 1996, la 19th Air Refueling Wing est mise en sommeil et ses fonctions sont transférées à son groupe des opérations, rebaptisé 19th Air Refueling Group.

### 19th Airlift Wing
La 19th est réactivé à Little Rock Air Force Base (en) le 1er octobre 2008 en tant que 19th Airlift Wing. Elle est également l'unité de parrainage du Cadet Squadron 19 "Wolverines" de la United States Air Force Academy.

## Lignée
- Créée en tant que 19th Bombardment Wing, le 10 août 1948

Activée le 17 août 1948
Renommée 19th Bombardment Wing, le 1er juillet 1961
Renommée 19th Air Refueling Wing, le 1er octobre 1983
Renommée 19th Air Refueling Wing, le 1er septembre 1991
Désactivée le 1er juillet 1996
- Renommée 19th Airlift Wing le 18 septembre 2008

Activée le 1er octobre 2008

### Gestion
- Twentieth Air Force, 17 août 1948
- Far East Air Forces, 16 mai 1949
- Twentieth Air Force, 17 octobre 1949 (rattachée au Far East Air Forces Bomber Command du 1er juin 1953 au 28 mai 1954)
- Second Air Force (en), 11 juin 1954 (rattachée à la 813th Air Division Provisional jusqu'au 14 juillet 1954)
- 813th Air Division (en), 15 juillet 1954 (rattachée à la 5th Air Division (en), du 7 janvier au 11 avril 1956)
- 823d Air Division (en), 1er juin 1956 (rattachée à la 5th Air Division, du 8 mai au 7 juillet 1957)
- 57th Air Division (en), 25 juillet 1968
- 823d Air Division, 2 juillet 1969
- 42d Air Division (en), 30 juin 1971
- Eighth Air Force, 16 juin 1988
- Fifteenth Air Force, 1er septembre 1991
- Twenty-First Air Force (en), 1er juillet 1993 - 1er juillet 1996
- Eighteenth Air Force (en), depuis le 1 October 2008

### Composantes
Groups
- 19th Bombardment Group (en) (devenu 19th Operations Group): 17 août 1948 - 1er juin 1953 (détaché après le 28 juin 1950); 1er septembre 1991 - 1er juillet 1996
- 457th Operations Group (en): 1er juillet 1993 - 1er octobre 1994

Squadrons
- 19th Air Refueling Squadron: 1er février 1956 - 1er avril 1960 (détaché 1er février - 30 juin 1956)
- 21st Troop Carrier: rattaché du 12 janvier au 1er février 1950
- 28th Bombardment Squadron: 1er juin 1953 - 1er octobre 1983
- 30th Bombardment Squadron: 1er juin 1953 - 1er janvier 1962
- 93d Bombardment Squadron: 1er juin 1953 - 1er août 1961
- 99th Air Refueling Squadron (en): 1er octobre 1983 - 1er septembre 1991
- 100th Air Refueling Squadron: rattaché du 2 février 1955 au 16 août 1956
- 303d Air Refueling Squadron (en): 1er novembre 1959 - 1er avril 1961
- 407th Air Refueling Squadron (en): 1er avril 1962 - 2 juillet 1968
- 525th Bombardment Squadron: 9 janvier - 15 mars 1961
- 526th Bombardment Squadron 9 janvier - juin 1961
- 659th Bombardment Squadron (en): 1er novembre 1958 - 1er juillet 1961
- 912th Air Refueling Squadron (en): 25 juillet 1968 - 1er septembre 1991

### Bases
- North Field (plus tard North Guam Air Force Base; Andersen Air Force Base), Guam, 17 août 1948
- Kadena Air Base, Okinawa, 1er juin 1953-28 mai 1954
- Pinecastle Air Force Base, Floride, 11 juin 1954
- Homestead Air Force Base, Floride, 1er juin 1956
- Robins Air Force Base, Géorgie, 25 juillet 1968 - 1er juillet 1996
- Little Rock Air Force Base, Arkansas, depuis le 1er octobre 2008

### Aircraft
| - Boeing B-29 Superfortress, 1948 - 1954 - Boeing B-47 Stratojet, 1954 - 1961 - Boeing KC-97 Stratotanker, 1955 - 1961 - Boeing B-52 Stratofortress, 1962 - 1972, 1973 - 1983 | - Boeing KC-135 Stratotanker, 1962 - 1972, 1973 - 1996, 1996 - 2008 - Boeing EC-135, 1984 - 1996 - Boeing EC-137, 1991 - 1994 - Lockheed C-130 Hercules depuis 2008 |